# Boleto al paraíso
Boleto al paraíso (bra: Bilhete para o Paraíso) é um filme de drama cubano de 2011 escrito e dirigido por Gerardo Chijona. Em 2011, Boleto al paraíso ganhou o Prêmio Havana Star de Melhor Filme (Ficção) no 12º Festival Anual de Cinema de Havana em Nova Iorque.

## Elenco
- Miriel Cejas como Eunice
- Héctor Medina como Alejandro
- Dunia Hernandez como Lidia
- Jorge Perugorría como Rensoli
- Saray Vargas como Yusmary